# The American Interest
The American Interest (AI) est un magazine bimestriel axé principalement sur la politique étrangère, les relations internationales, l'économie mondiale et les questions militaires. Certains articles sont disponibles gratuitement en ligne. 

## Histoire
Le magazine est fondé en 2005 par un certain nombre de membres du comité de rédaction de The National Interest, dirigé par Francis Fukuyama, qui se déclare contrarié par les changements apportés à la politique éditoriale de cette revue par son nouvel éditeur, le Nixon Center,. 
Plusieurs personnes autrefois associées à The National Interest ont été associées à The American Interest, notamment l'ancien rédacteur en chef de The National Interest Adam Garfinkle (en) (le rédacteur fondateur de The American Interest), Fukuyama, qui préside le comité exécutif de la revue, Ruth Wedgwood, anciennement membre du conseil consultatif de The National Interest et maintenant membre du comité de rédaction de American Interest, et Thomas M. Rickers, ancien rédacteur en chef de The National Interest,. En octobre 2018, Jeffrey Gedmin est nommé rédacteur en chef.  

## Accueil
« The American Interest représente un soleil nouveau et fascinant dans la galaxie en expansion des opposants à la politique de l'administration Bush. »

— Robert S. Boynton, The American Prospect

## Contributeurs de premier plan
Les contributeurs à la revue sont pour la plupart des commentateurs déjà établis (plutôt que prometteurs) connus pour leur expertise dans les affaires internationales, la stratégie mondiale et les questions militaires[réf. nécessaire].